# Episodi di Emily in Paris (prima stagione)
La prima stagione di Emily in Paris è composta da 10 episodi pubblicati sulla piattaforma Netflix il 2 ottobre 2020 in tutti i territori in cui è presente il servizio.
| n. | Titolo originale             | Titolo italiano            | Pubblicazione originale | Pubblicazione in italiano |
| -- | ---------------------------- | -------------------------- | ----------------------- | ------------------------- |
| 1  | Emily in Paris               | Emily in Paris             | 2 ottobre 2020          | 2 ottobre 2020            |
| 2  | Masculin Féminin             | Masculin Féminin           | 2 ottobre 2020          | 2 ottobre 2020            |
| 3  | Sexy or Sessist?             | Sexy o sessista?           | 2 ottobre 2020          | 2 ottobre 2020            |
| 4  | A Kiss is Just a Kiss        | È soltanto un bacio        | 2 ottobre 2020          | 2 ottobre 2020            |
| 5  | Faux Amis                    | Faux Amis                  | 2 ottobre 2020          | 2 ottobre 2020            |
| 6  | Ringarde                     | Ringarde                   | 2 ottobre 2020          | 2 ottobre 2020            |
| 7  | French Ending                | Finale alla francese       | 2 ottobre 2020          | 2 ottobre 2020            |
| 8  | Family Affair                | Affari di famiglia         | 2 ottobre 2020          | 2 ottobre 2020            |
| 9  | An American auction in Paris | Un'asta americana a Parigi | 2 ottobre 2020          | 2 ottobre 2020            |
| 10 | Cancel couture               | Adieu, sfilata!            | 2 ottobre 2020          | 2 ottobre 2020            |